# سفارة أفغانستان في كندا
سفارة أفغانستان في كندا هي أرفع تمثيل دبلوماسي لدولة أفغانستان لدى كندا. تقع السفارة في أوتاوا وهي تهدف لتعزيز المصالح الأفغانية في كندا.

## وصلات خارجية
- الموقع الرسمي
- قائمة سفارات أفغانستان
- قائمة السفارات في كندا